# Brancaster
Brancaster – wieś w Anglii, w hrabstwie Norfolk, w dystrykcie King’s Lynn and West Norfolk. Leży 58 km na północny zachód od Norwich i 170 km na północ od Londynu.
Miejscowość liczy 897 mieszkańców.